# Nigel Thomas
Nigel Thomas (Rotterdam, 1 februari 2001) is een Nederlands voetballer die als aanvaller voor Pacos de Ferreira speelt.

## Carrière
Nigel Thomas speelde in de jeugd van Spartaan'20 en Sparta Rotterdam. Sinds 2016 speelt hij in de jeugd van PSV, waar hij in 2017 een contract tot 2020 tekende. Hij debuteerde op 13 januari 2019 voor Jong PSV in de Eerste divisie, in de met 2-2 gelijkgespeelde uitwedstrijd tegen Jong Ajax. Hij kwam in de 82e minuut in het veld voor Lennerd Daneels.Op 30 juni 2022 verliep zijn contract bij PSV,waarop Nigel Thomas op 7 Juli 2022 transfervrij tekende tot 30 Juni 2025 bij FC Pacos de Ferreira uitkomend in de Portugese Primeira Liga.Hij groeide hier snel uit tot basis speler.

## Clubstatistieken
| Seizoen     | Club              | Competitie     |  | Competitie | Competitie | Competitie | Beker | Beker | Internationaal | Internationaal | Totaal | Totaal |
| Seizoen     | Club              | Competitie     |  | Wed.       |            | Dlp.       | Wed.  | Dlp.  | Wed.           | Dlp.           | Wed.   | Dlp.   |
| ----------- | ----------------- | -------------- |  | ---------- | ---------- | ---------- | ----- | ----- | -------------- | -------------- | ------ | ------ |
| 2018/19     | Jong PSV          | Eerste divisie |  | 2          |            | 0          | 0     | 0     | —              | —              | 2      | 0      |
| 2019/20     | Jong PSV          | Eerste divisie |  | 3          |            | 0          | 0     | 0     | —              | —              | 3      | 0      |
| 2020/21     | Jong PSV          | Eerste divisie |  | 30         |            | 5          | 0     | 0     |                |                | 30     | 5      |
| 2021/22     | Jong PSV          | Eerste divisie |  | 23         |            | 3          | 0     | 0     |                |                | 23     | 3      |
| 2022/2023   | Pacos de Ferreira | Primeira Liga  |  | 19         |            | 2          | 3     | 0     | 0              | 0              | 22     | 2      |
| Club totaal | Club totaal       | Club totaal    |  | 80         |            | 10         | 0     | 0     | 0              | 0              | 80     | 10     |

Bijgewerkt t/m 23 Januari 2023